# Eutanygaster tabascensis
Eutanygaster tabascensis là một loài tò vò trong họ Ichneumonidae.